# L'Exil et le Royaume
Pour le film du même nom, voir L'Exil et le Royaume (film).
Pour un article plus général, voir Philosophie d'Albert Camus.
L'Exil et le Royaume est un recueil de nouvelles écrit par Albert Camus et paru en 1957. C'est la dernière œuvre littéraire de Camus publiée du vivant de l'auteur.
Le recueil comporte six textes : La Femme adultère, Le Renégat (ou Un esprit confus), Les Muets , L'Hôte, Jonas (ou L'Artiste au travail) et La Pierre qui pousse.
Chacun de ces textes illustre le sentiment d'insatisfaction et d'échec du personnage central et sa difficulté à trouver « Le Royaume », c'est-à-dire un sens à sa vie et le bonheur en dépassant l'opposition apparente des contraires comme « solitaire/solidaire ».
Les personnages ont des parcours propres dans des cadres différents situés surtout en Algérie (le campement nomade dans le désert, les bourgades du sud, l'école isolée dans la montagne, les quartiers ouvriers d'Alger) mais aussi dans un quartier bourgeois de Paris ou un village du Brésil.

## Résumé des nouvelles
- La Femme adultère a pour personnage principal Janine, désabusée par sa vie médiocre de femme au foyer, qui accompagne son mari représentant en tissus dans le sud algérien et qui connaît une expérience fusionnelle avec le désert qui la comble[1] (ce qui explique l'adultère du titre).
- Le Renégat ou un esprit confus est constitué du long monologue d'un missionnaire chrétien qui bascule dans le reniement, le délire et l'hallucination en vivant le martyre infligé par la tribu animiste nomade du désert qu'il voulait évangéliser.
- Les Muets décrit l’univers d’une tonnellerie d'Alger et le malaise d'Yvars qui n'arrive pas à donner du sens à sa vie malgré un couple harmonieux et l'esprit de solidarité des ouvriers en lutte contre leur patron mais qui perdent le sens de la compassion.
- L’Hôte met en scène un instituteur européen d'Algérie, isolé dans son école par l'hiver sur les plateaux montagneux. Confronté malgré lui à la situation coloniale, il est chargé par un gendarme de conduire un prisonnier de droit commun aux autorités locales : il  offre la liberté au criminel mais celui-ci se rend de lui-même à la prison ce qui déclenche les menaces de ses frères arabes. Daru est seul, mené là par une tragédie sur laquelle il n'a pas prise.
- Jonas ou l’artiste au travail montre le cheminement de Jonas, artiste-peintre parisien, qui passe de la réussite à l'impuissance créatrice et à la dépression profonde. La nouvelle s'achève par une ouverture positive : « Il guérira », cette guérison passant par la résolution de l'antonymie solitaire/solidaire.
- La Pierre qui pousse est situé au Brésil, où Camus s'est rendu en 1949 : D'Arrast, un ingénieur français, y est venu construire une digue le long d'un fleuve. Las et solitaire, il trouvera l'inclusion dans le groupe social du village en partageant avec eux la fête syncrétique qui associe dans ses rituels figures chrétiennes et possession vaudou. Il est la figure d'un Sisyphe heureux d'avoir pris place dans l'œuvre collective en portant la pierre lors de la procession. La Pierre qui pousse a été traduit en afrikaans par Jan Rabie dès 1961 sous le titre Die klip wat groei (Nasionale Boekhandel, Le Cap). 1961)[2]

## Contexte
Après 1951 et L'Homme révolté et les controverses qu'il a générées, Albert Camus semble confronté à « un certain tarissement » comme l'analyse Roger Quilliot dans l'édition de La Pléiade des Œuvres complètes de Camus. Il ne publie que le recueil de ses articles dans Actuelles II, Chroniques 1948-1953 et L'été qui plutôt qu'un essai argumenté rejoint Noces et constitue un livre lyrique où Albert Camus compose « des descriptions des paysages et des villes algériennes dans l'été qui les révèlent ».
Toujours passionné par le théâtre, il travaille à des adaptations d'œuvres étrangères comme La dévotion à la croix d'après Calderon (représenté en juin 1953), Les possédés d'après Dostoïevski, Un cas intéressant d'après Dino Buzzati (en mars 1955), Requiem pour une nonne, d'après Faulkner (en septembre 1956) ou Le Chevalier d'Olmedo, d'après Lope de Vega (en juin 1957)
Cherchant de nouvelles formes littéraires, Camus envisage dès 1952 la rédaction d'un ensemble de nouvelles qu'il achèvera en 1955. Il retire du projet La Chute qu'il situe à Amsterdam qu'il a visité en octobre 1954, et publie le texte séparément en 1956. Le recueil L'Exil et le Royaume avec ses six nouvelles est finalement publié en mars 1957, quelques mois avant l'attribution du Prix Nobel de littérature à Albert Camus. Ces nouvelles constituent la dernière œuvre « littéraire » éditée du vivant de l'auteur. Celui-ci ne publiera avant sa mort le 4 janvier 1960 qu'un essai Réflexions sur la peine capitale en 1957, le Discours de Suède en 1958 et Chroniques algériennes (1958) et une réédition avec une préface en 1958 L'Envers et l'Endroit. À sa mort, il travaillait à un roman à caractère autobiographique, Le Premier Homme, qui, resté inachevé, aura une publication posthume en 1994. 
Albert Camus lui-même semblait ne considérer le recueil que comme un intermède entre une première manière démonstrative marquée par le questionnement de l'absurde et de l'engagement et une orientation nouvelle dont témoignerait le Premier Homme.

## Personnage principal de chaque nouvelle
Il s'agit d'un européen d'Algérie ou de France (Le Renégat - Jonas - La pierre qui pousse), masculin (sauf Janine, femme au foyer dans la Femme adultère), d'âge mûr et même vieillissants. Ce sont des personnages ordinaires et quotidiens inscrits dans le monde du travail (femme de représentant de commerce dans la Femme adultère, ouvrier tonnelier dans Les muets, instituteur dans L'Hôte, ingénieur dans La pierre qui pousse) avec cependant des types sociaux plus 'romanesques' avec le missionnaire chrétien du Renégat et l'artiste peintre qu'est Jonas. 
Ces personnages ont comme point commun le sentiment de l'échec et de la solitude : échec du couple dans la Femme adultère, échec de la foi dans Le Renégat, échec de la vie sociale dans Les muets, échec de l'intégration dans L'Hôte, échec de la création pour Jonas, lassitude de D'Arrast dans La pierre qui pousse. Ils ont le sentiment de vivre dans l'exil et la solitude qui les tient loin de la plénitude, loin du royaume. Certains cependant trouvent un chemin d'espérance comme Janine en fusion sensuelle avec le désert, Jonas qui revient à la lumière et qui « guérira », ou D'Arrast qui se découvre admis dans le groupe social des villageois brésiliens. Ce chemin positif passe par la résolution de l'antithèse des deux paronymes : solitaire/solidaire.
Il est aisé de voir dans ces personnages l'écho du malaise d'Albert Camus dans ces années cinquante, peinant à écrire de nouvelles œuvres littéraires, en butte aux controverses et aux ostracismes, et miné par la situation algérienne qui le déchire. Le choix de l'artiste Jonas ou de l'instituteur pied-noir Daru est particulièrement parlant à cet égard.

## Adaptations
En 2013, la nouvelle intitulée L'Hôte a été adaptée en bande dessinée par Jacques Ferrandez, avec une préface de Boualem Sansal.
En 2014, cette nouvelle a été adaptée au cinéma par David Oelhoffen, sous le titre Loin des hommes.